# Hof (Saale)
Hof (Saale) este un oraș din regiunea administrativă Franconia Superioară, landul Bavaria, Germania. Hof are statut administrativ de district urban (oraș-district).

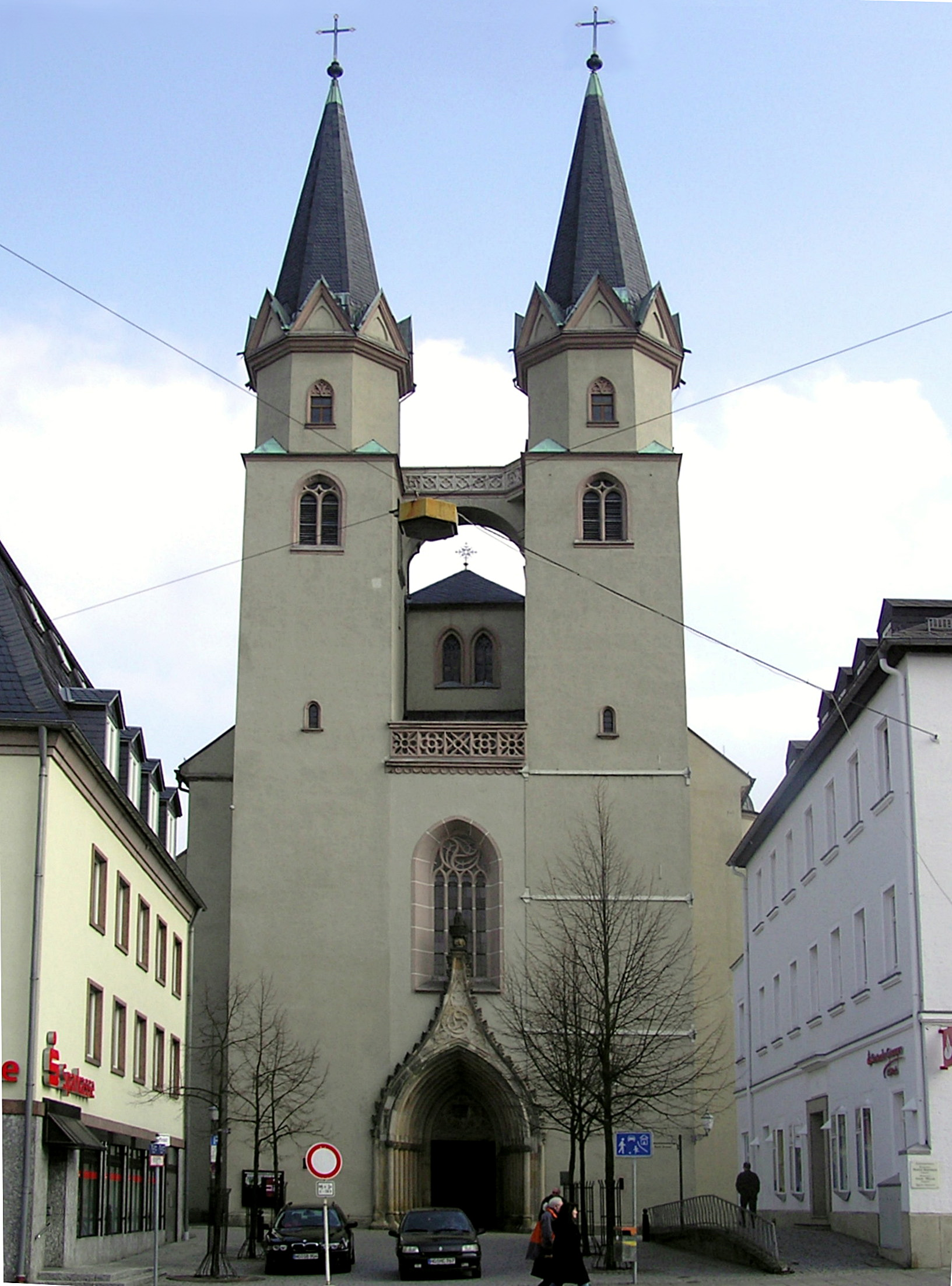
Hof (Saale)
(Biserica Michaeliskirche)